# マールブルク旧植物園
マールブルク旧植物園（Alter Botanischer Garten Marburg　またはピルグリムシュタイン旧植物園（Alter Botanischer Garten am Pilgrimstein）は1977年まで、マールブルク大学植物園として運営されていたドイツの樹木園、植物園である。3.6ヘクタールの広さを持つ。マールブルクのピルグリムシュタインにある。

## 歴史
マールブルクに最初に植物園が作られたのは、ドイツ植物学の創始者の一人とされる16世紀初めの学者、エウリキウス・コルドゥス（Euricius Cordus:1486-1535）が個人の植物園を開いたのに始まるとされる。1786年にマールブルク大学の教授となったコンラート・メンヒによって聖エリザベート教会近くに、医学教育のための植物園が作られた。
フランス革命後、ジェローム・ボナパルトがヴェストファーレン王国の国王になると、1810年にドイツ騎士団の土地を収用し、大学に寄付し、現在の旧植物園の場所に植物園が作られた。メンヒの後継者であるゲオルク・ヴェンデロートがイギリス式庭園と科学教育目的の植物園を作り上げた。1861年にヴィガント（Albert Wigand）が園長となり、造園家のペーター・ヨセフ・レンネやグフタフ・マイヤーの造園学校の施設にした。
1977年に大学の植物園の機能は新植物園（Neuer Botanischer Garten Marburg）に移された。現在もマールブルク大学が所有しているが、公園として使用されている。旧植物研究所は、大学のゲストハウスになっている。

## 植物園の画像

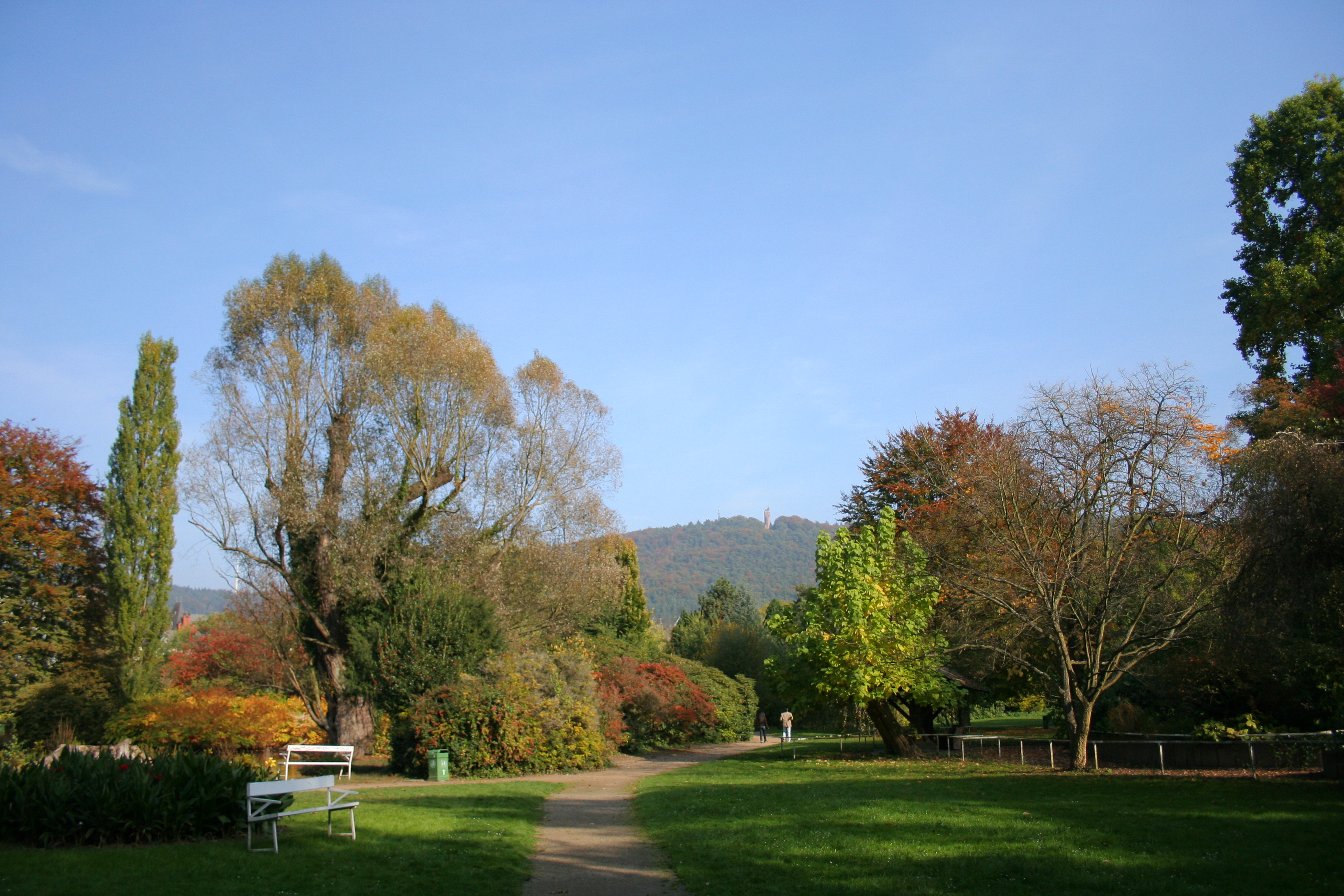
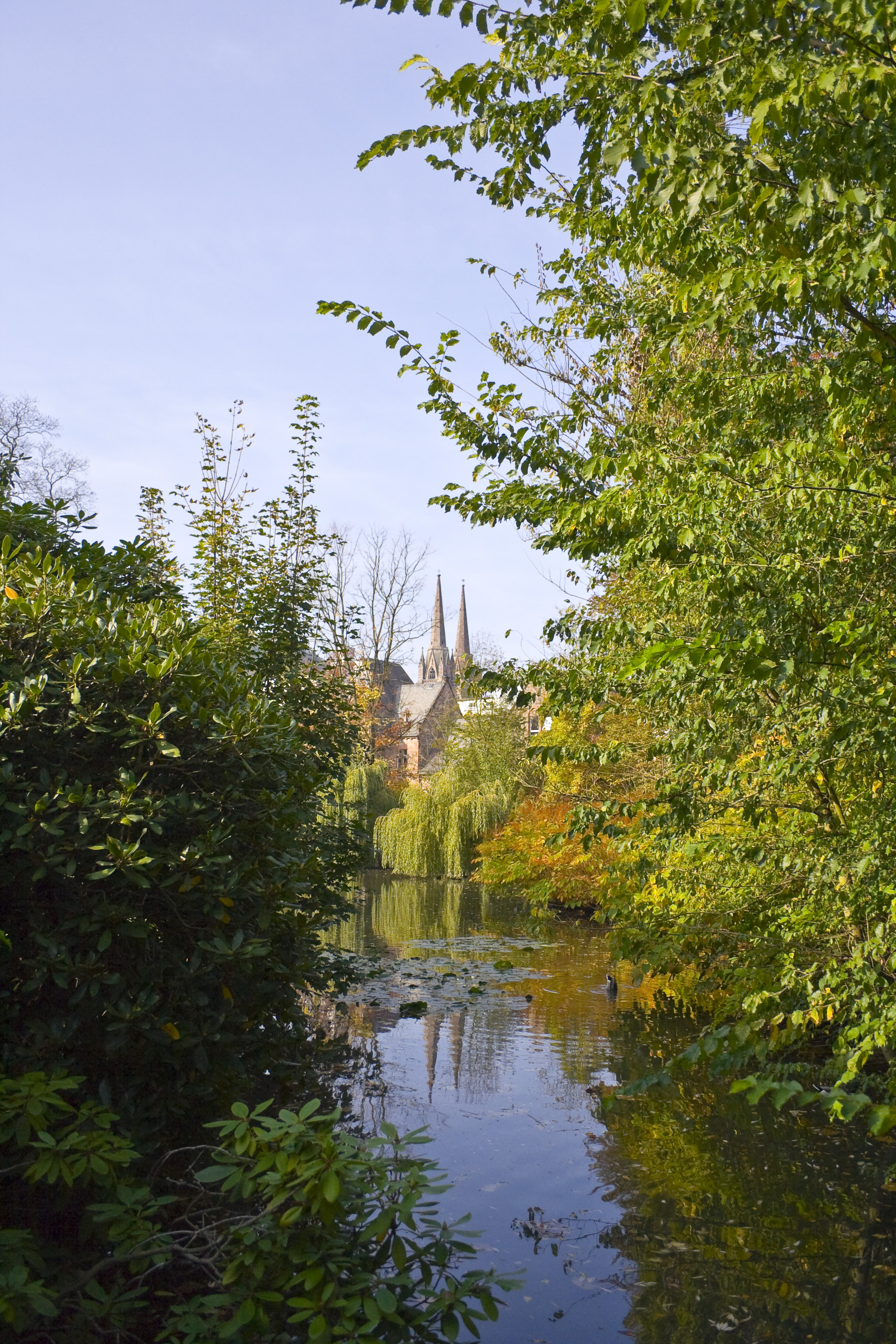
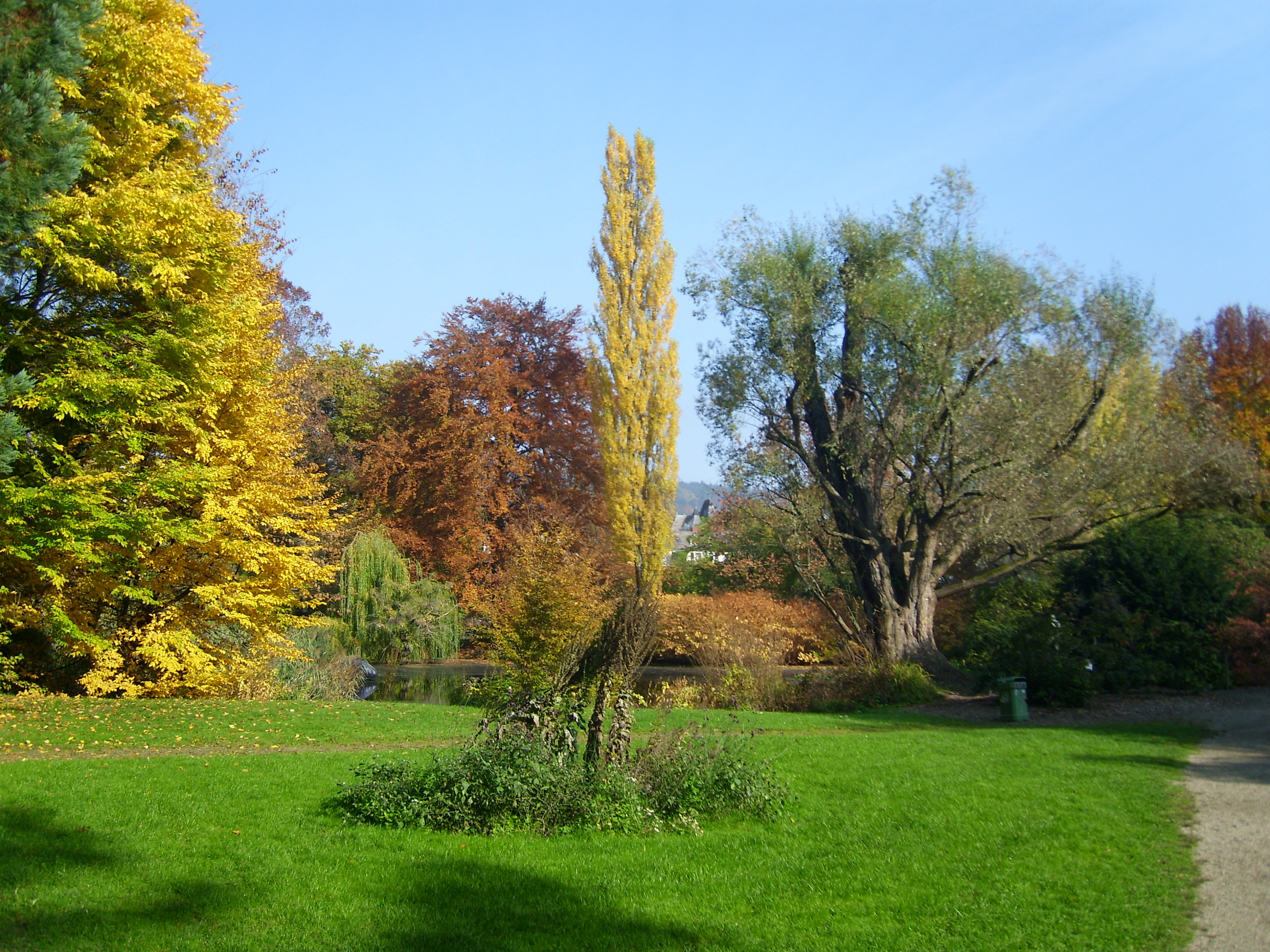
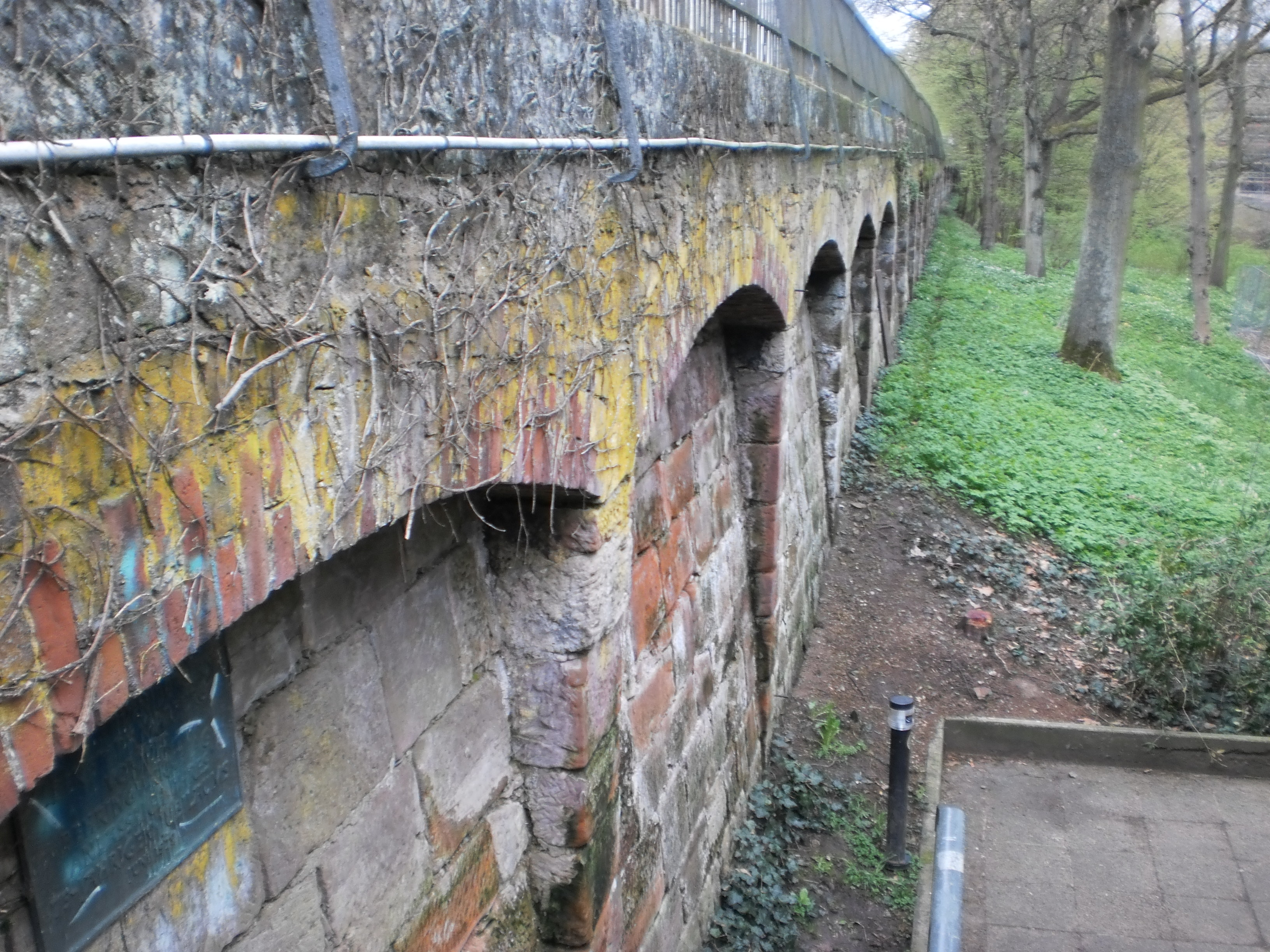
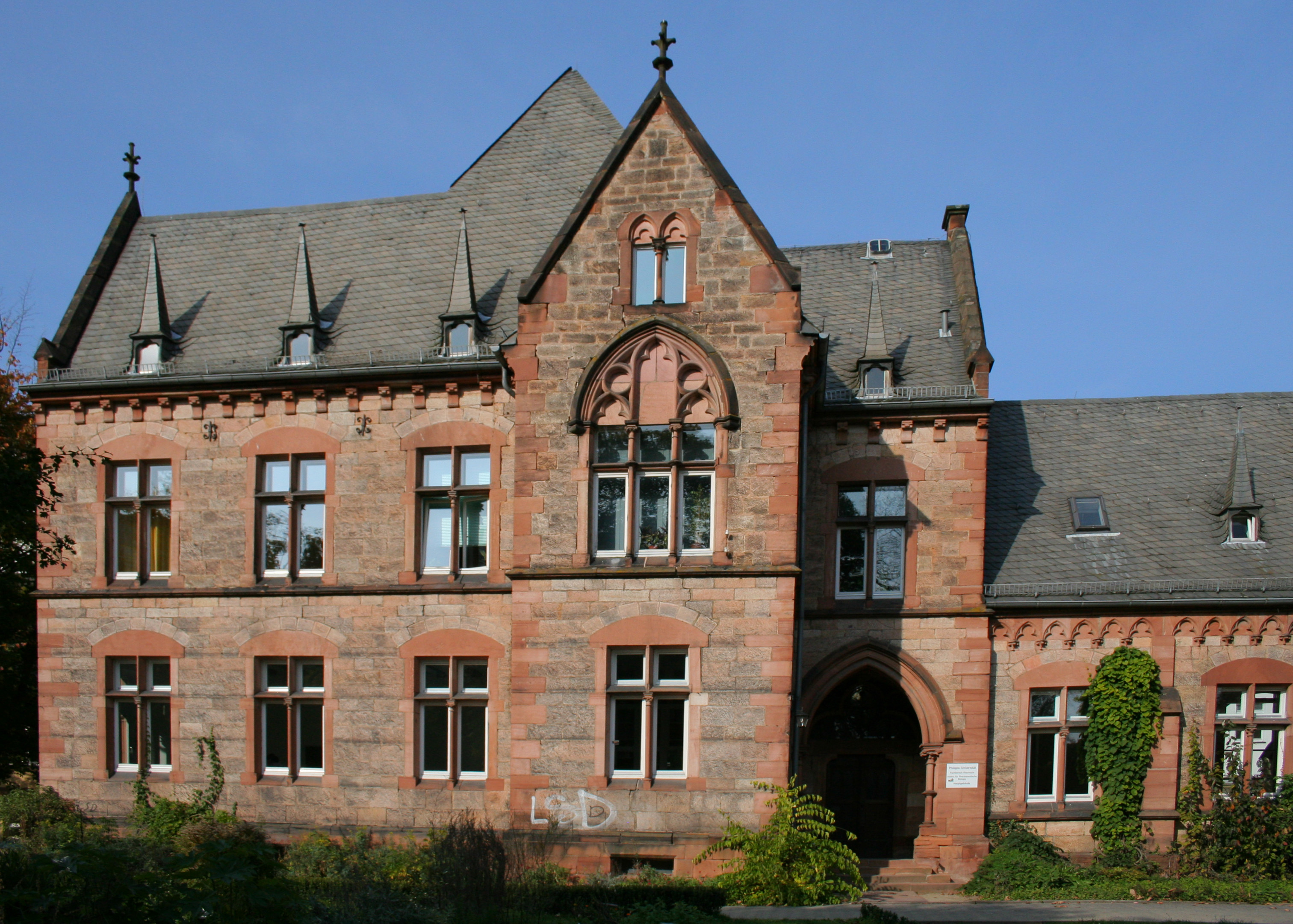